# Юрманки
Юрманки —  исчезнувшая деревня Чердаклинского района Ульяновской области РСФСР, существовавшая до 1955 года. Затоплена Куйбышевским водохранилищем. 

## География
Деревня находилась в 15 км от райцентра Чердаклы и в 23 км от Ульяновска, в 4 км к северо-западу от Ивановка, на берегу реки Урень.

## История
Деревня Юрманки основана в начале XVIII века.
На 1780 год деревня Юрманок, при речке Урене, помещиковых крестьян.
На 1859 год деревня Юрманки, при безъименном озере, во 2-м стане, по правую сторону комерческого тракта из г. Симбирска в г. Казань.
На 1889 год сельцо Юрманка, при р. Урень, имение дворянина А. П. Наумова. Имение Трубниковых—Шапроны .
На 1900 и 1910 годы в деревне Юрманка имелось две ветряные мельницы.
В 1918 году в деревне был создан сельсовет, куда вошёл и Лесной кордон.
В 1930 году был создан колхоз «Энергия», который в 1950 году объединенился с колхозами Ерзовки, Ботьмы, Ивановки с Дмитриево-Помряскинским, который стал называться сначала колхоз им. Кагановича, затем переименован в колхоз имени Мичурина.
С устройством Куйбышевского водохранилища в 1955 году в село Дмитриево-Помряскино переселилась часть жителей деревни Юрманки, а другая часть была доприселена в Чердаклы. А из остатка земли образовался мыс, омываемый Юрманским заливом. 
В 1990-х гг. на месте деревни основали СНТ «Старые Юрманки» и «Новые Юрманки».
Административно-территориальная принадлежность
В 1708 году деревня вошла в состав Синбирского уезда Казанской губернии.
С 1719 года в составе Синбирской провинции Астраханской губернии.
В 1728 году вернули в состав Синбирского уезда Казанской губернии.
С 1780 года деревня Юрманок в составе Ставропольского уезда Симбирского наместничества.
С 1796 года в составе Ставропольского уезда Симбирской губернии.
С 1851 года в составе 2-го стана Ставропольского уезда Самарской губернии.
С 1860 года в составе Архангельской волости Ставропольского уезда Самарской губернии.
С 1919 года, ввиду разукрупнения Ставропольского уезда, вошла в состав новообразованного Мелекесского уезда.
С 25 февраля 1924 года в составе Юрманского сельсовета Мелекесского уезда Самарской губернии.
6 января 1926 года — в Чердаклинской волости Мелекесском уезде Ульяновской губернии.
С 14 мая 1928 году — в Мелекесском районе Ульяновского округа Средне-Волжской области.
С 29 октября 1929 года — в Юрманском сельсовете Чердаклинского района Средне-Волжского края, с 30 июля 1930 года — Куйбышевского края и с 1936 года — Куйбышевской области.
С 19 января 1943 года в составе Юрманского сельсовета Чердаклинского района Ульяновской области.
С 1950 года в составе Дмитриево-Помряскинского сельсовета Чердаклинского района Ульяновской области.

## Население
- На 1780 год в деревне жило 54 (рев. душ)[2];
- На 1859 год — в 19 дворах жило: 87 муж. и 93 жен.[3];
- На 1889 год — в 50 дворах жило: 382 жителя[10];
- На 1900 год — в 56 дворах жило: 169 муж. и 177 жен. (346)[6];
- На 1910 год — в 61 дворах жило: 218 муж. и 199 жен.[7];
- На 1928 год — в 98 дворах жило: 261 муж. и 276 жен. (537)[11];
- На 1930 год — в 117 дворах жило: 584 жителя[12];

## Достопримечательности
- 1) поселение «Юрманка» (каменный и бронзовый века, домонгольское время)[13][14];
- 2) курган «Юрманки» (II тыс. до н.э.)[13][14].